# 730 (klasa jachtu)
Regatowa klasa 730 w przeciwieństwie do monotypu jest klasą otwartą, co oznacza, że obejmuje dowolne kabinowe łodzie żaglowe różnych typów i konstrukcji, spełniające wymogi tej klasy.
Przepisy klasy stanowią jedynie ramy, trzymając się których konstruktorzy jachtów mogą opracowywać coraz szybsze i doskonalsze konstrukcje.

## Dane
Podstawowe wymogi klasy 730 to:
- maksymalna długość całkowita: 7,3 m
- maksymalna szerokość: 2,5 m
- minimalna waga: 800 kg
- maksymalna powierzchnia żagli:
  - grot+fok: 30 m²
  - spinaker/genaker: 40 m²
- załoga: 4-5 osób (bez limitu wagi)
- nie są dozwolone trapezy i uchylne poprzecznie płetwy balastowe